# باشگاه فوتبال فلگوئیراس (۲۰۰۶)
باشگاه فوتبال فلگوئیراس (انگلیسی: F.C. Felgueiras) یک باشگاه فوتبال مستقر در فلگوئیراس، پرتغال است که در حال حاضر در لیگا پرتغال ۲، دومین سطح لیگ فوتبال در این کشور، به رقابت می‌پردازد.

## تاریخچه
این باشگاه در سال ۲۰۰۶ تأسیس شد پس از اینکه باشگاه فوتبال فلگوئیراس در سال ۲۰۰۵ به دلیل مشکلات مالی به فعالیت خود پایان داد. آنها در فصل ۲۰۲۱–۲۲ به لیگا ۳ صعود کردند و بازی‌های خود را در ورزشگاه دکتر ماچادو برگزار می‌کنند.